# Psammisia grandiflora
Psammisia grandiflora är en ljungväxtart som beskrevs av Hørold. Psammisia grandiflora ingår i släktet Psammisia och familjen ljungväxter. Inga underarter finns listade i Catalogue of Life.